# World Series 1987
Le World Series 1987 sono state la 84ª edizione della serie di finale della Major League Baseball al meglio delle sette partite tra i campioni della National League (NL) 1987, i St. Louis Cardinals, e quelli della American League (AL), i Minnesota Twins. A vincere il loro secondo titolo furono i Twins per quattro gare a tre.
Minnesota vinse questa edizione delle World Series in cui entrambe le squadre giocarono in impianti coperti, oltre ad essere le prime in cui la squadra in casa vinse ogni singola partita. Queste avvenne nuovamente nel 1991 (sempre ad opera dei Twins) sugli Atlanta Braves e nel 2001 quando gli Arizona Diamondbacks batterono i New York Yankees. Questo titolo fu il primo per il club dal 1924, quando la squadra si trovava ancora a Washington ed era nota come Washington Senators.
Queste furono le prime World Series il cui logo apparve sulle uniformi di gara; solo i Cardinals tuttavia optarono per esso.

## Sommario
Minnesota ha vinto la serie, 4-3.
| Gara | Data       | Risultato                                     | Stadio                       | Tempo | Pubblico |
| ---- | ---------- | --------------------------------------------- | ---------------------------- | ----- | -------- |
| 1    | 17 ottobre | St. Louis Cardinals – 1, Minnesota Twins – 10 | Hubert H. Humphrey Metrodome | 2:39  | 55.171   |
| 2    | 18 ottobre | St. Louis Cardinals – 4, Minnesota Twins – 8  | Hubert H. Humphrey Metrodome | 2:42  | 55.257   |
| 3    | 20 ottobre | Minnesota Twins – 1, St. Louis Cardinals – 3  | Busch Stadium                | 2:45  | 55.347   |
| 4    | 21 ottobre | Minnesota Twins – 2, St. Louis Cardinals – 7  | Busch Stadium                | 3:11  | 55.347   |
| 5    | 22 ottobre | Minnesota Twins – 2, St. Louis Cardinals – 4  | Busch Stadium                | 3:21  | 55.347   |
| 6    | 24 ottobre | St. Louis Cardinals – 5, Minnesota Twins – 11 | Hubert H. Humphrey Metrodome | 3:04  | 55.293   |
| 7    | 25 ottobre | St. Louis Cardinals – 2, Minnesota Twins – 4  | Hubert H. Humphrey Metrodome | 3:04  | 55.376   |

## Hall of Famer coinvolti
- Twins: Bert Blyleven, Steve Carlton (non sceso in campo), Kirby Puckett
- Cardinals: Whitey Herzog (man.), Ozzie Smith